# هانوفر
هانوفر (به آلمانی: Hannover) یکی از شهرهای آلمان و مرکز ایالت فدرال نیدرزاکسن (ساکسونی سفلا) است. این شهر با جمعیتی بیش از نیم میلیون نفر، یکی از مراکز مهم در شمال آلمان به حساب می‌آید.
شهرک وولفسبورگ، مقر کمپانی و گروه فولکس واگن، در نزدیکی شهر هانوفر قرار دارد. ورزشگاه ۵۰ هزار نفری آ و د-آرنا، یکی از خیره کننده‌ترین قسمت‌های این شهر به‌شمار می‌رود که متعلق به باشگاه ورزشی هانوفر ۹۶ می‌باشد.
پروفسور مجید سمیعی، پزشک و جراح مغز و اعصاب سرشناس ایرانی و رئیس فدراسیون جهانی جراحان اعصاب، ساکن این شهر بوده و ریاست بیمارستان علوم عصبی هانوفر را بر عهده دارد که خود بنیانگذار آن بوده‌است.
دانشگاه leibniz universität hannover در این شهر قرار دارد.

## ترابری
ترابری بین‌شهری در هانوفر به وسیله فرودگاه هانوفر و ایستگاه راه‌آهن مرکزی هانوفر انجام می‌شود، همچنین اس-بان هانوفر به‌عنوان راه‌آهن حومه با ۱۰ خط و ۷۴ ایستگاه در سال ۱۹۷۳ راه‌اندازی شده‌است. قطار شهری هانوفر نیز با ۱۲ خط و ۱۹۶ ایستگاه در سال ۱۹۷۵ تأسیس شده‌است.

## شهرهای خواهرخوانده
- بریستول، انگلستان، پادشاهی متحده
- پرپینان، فرانسه
- روآن، فرانسه
- کانزاس سیتی، میزوری، ایالات متحده
- هانوفر پارک، ایلنویز، ایالات متحده
- لیپزیگ، آلمان
- دوندیکا، روسیه
- پازنار، لهستان
- هیروشیما، ژاپن
- لاپاز، بولیوی
- بلنتایر، مالایی

## نگارخانه

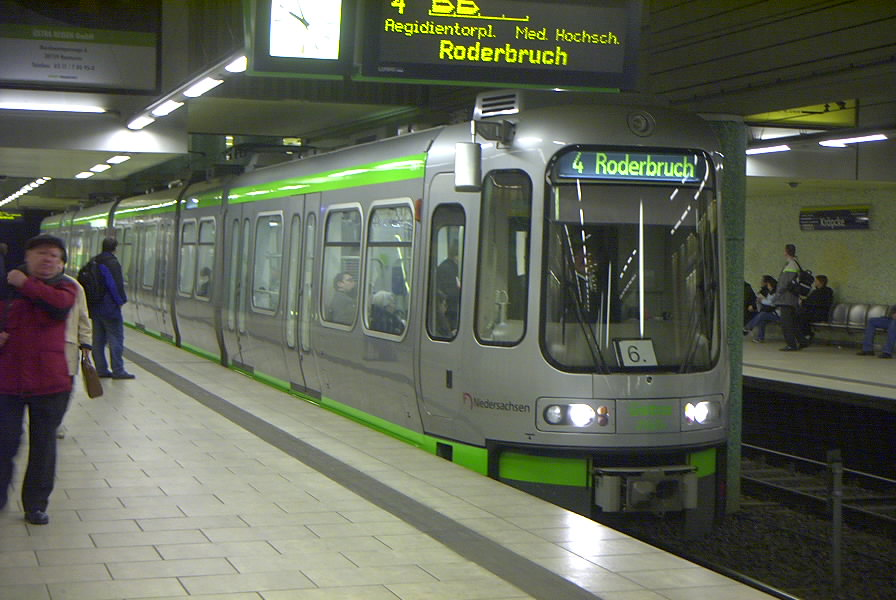
راه آهن شهری هانوفر
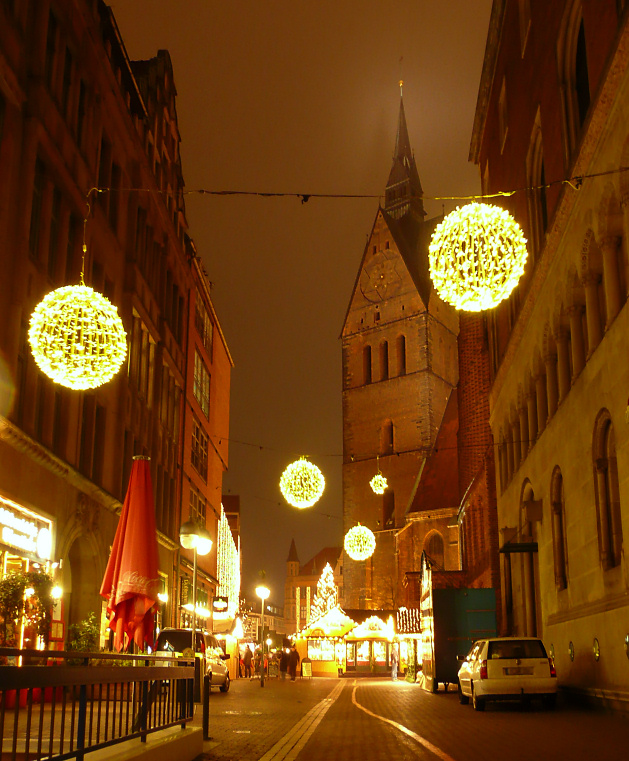
بازاری به مناسبت کریسمس
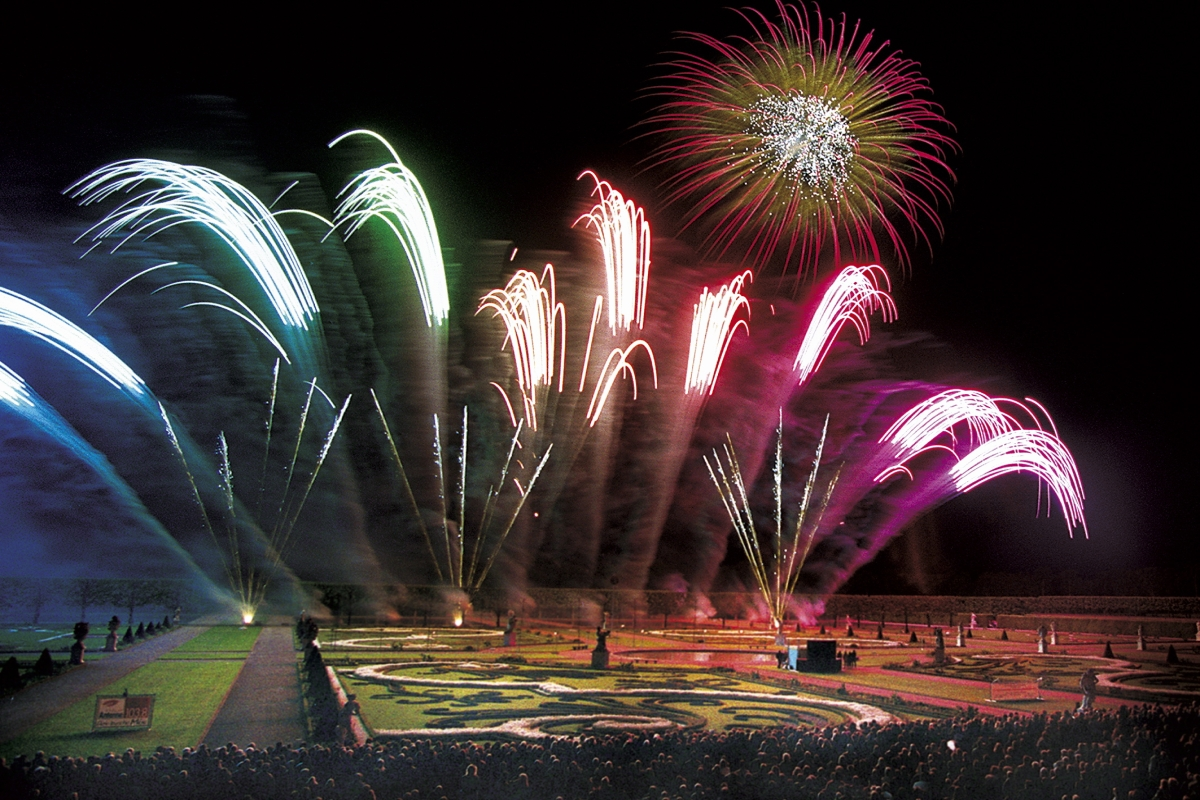
مسابقات بین‌المللی آتش بازی در هانوفر